# Blanche-Neige (Disney)
Pour les articles homonymes, voir Blanche-Neige (homonymie).
Blanche-Neige est le personnage titre du long métrage d'animation Blanche-Neige et les Sept Nains sorti en 1937, adapté du conte traditionnel des frères Grimm paru en 1812. La version créée par les studios Disney diffère des autres adaptations du conte, ce qui est l'objet de cette page. Elle fait partie de la franchise Disney Princess. La chanson "Un jour mon prince viendra" (en anglais Someday My Prince Will) que l'héroïne chante dans le film est une chanson très connue de l'univers Disney. 

## Description
Blanche-Neige est une princesse d'une très grande beauté, ce qui rend jalouse sa belle-mère, la Reine. Cette dernière demande quotidiennement à son miroir magique qui est la plus belle du royaume, attendant comme réponse qu'il lui dise que c'est elle. Mais un jour, le miroir affirme que la plus jolie femme du royaume est Blanche-Neige. Furieuse, la Reine décide alors de tuer la jeune fille. Cependant, le chasseur qu'elle charge de cette tâche ne trouve pas le courage de l'accomplir et permet à Blanche-Neige de s'enfuir. Perdue dans la forêt et à bout de force, celle-ci échoue dans une maison où habitent sept nains.

### Conception du personnage

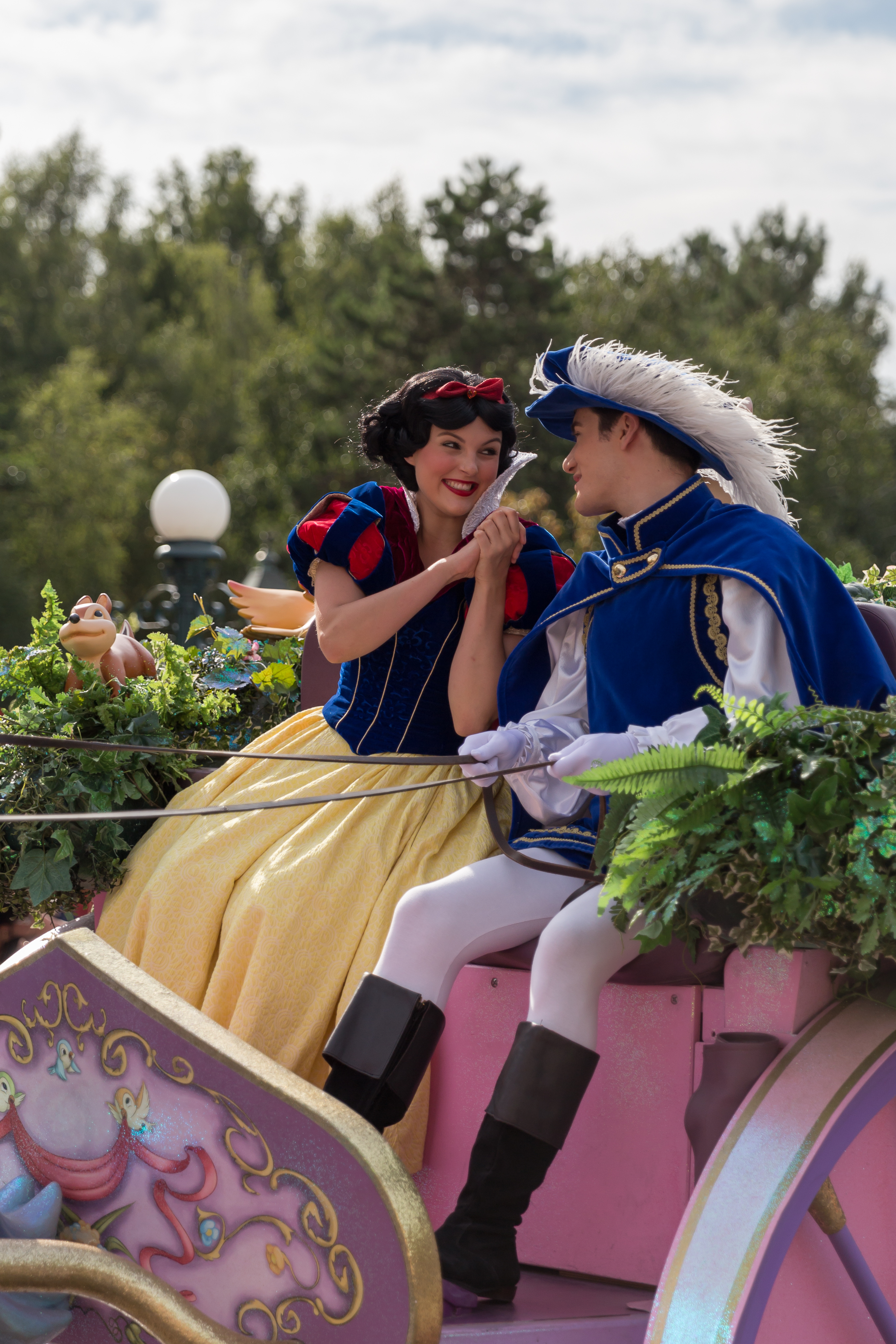
Blanche-Neige en compagnie de son prince charmant lors de la Disney Magic On Parade à Disneyland Paris.

Pour Blanche-Neige, chaque illustrateur a sa propre vision. Les premiers croquis ne correspondent pas à l'attente de Disney qui les trouve trop caricaturaux et ressemblant trop à des personnages existants comme Betty Boop. Mais, au fil des créations, les dessins deviennent plus originaux. Hamilton Luske avait déjà commencé, à la demande de Walt Disney, à travailler sur un personnage féminin très réaliste, Perséphone dans The Goddess of Spring (1934), mais « pas encore assez convaincant » pour Walt, et avait aussi réalisé un personnage aux expressions faciales très poussées, Jenny Wren dans Qui a tué le rouge-gorge ? (1934). Il fut nommé pour animer Blanche-Neige. Pour sa création, il aurait débuté par le dessin des yeux et de la bouche afin de la rendre vivante.
D'après une fiche de production datée du 22 octobre 1934 les personnages avaient les caractéristiques suivantes, montrant que dès l'automne 1934 la distribution était claire dans l'esprit de Walt Disney et que les animateurs chargés de leur conception étaient eux déjà à l'ouvrage : « Blanche-Neige : à la Janet Gaynor, 14 ans ». Hedy Lamarr est aussi mentionnée comme modèle ayant pu inspirer le personnage dans des articles centrés sur cette actrice en raison de sa « Chevelure noire de jais, teint de porcelaine et regard azur », âgée de 18 ans à l'époque,,.
Blanche-Neige n'est « ni consciente de sa beauté, ni apte à comprendre l'obsession de la Reine ».
Après des tests comme dans The Goddess of Spring (1934) et Carnaval des gâteaux (1935), ils ont simplement tenté, non de reproduire parfaitement la réalité, mais seulement d'être le plus vraisemblable. Car il ne semblait pas possible de faire accepter au public des expressions ou des mouvements déformés presque caricaturaux comme ceux utilisés pour les nains. Les prises de vue réelles avec des acteurs n'ont alors servi que de guide, pas de « béquille ». Un autre choix se traduit aussi par la quasi absence du prince. Il n'apparaît que dans deux courtes scènes au début et à la fin du film car il avait un aspect « insupportablement coincé ». Toutes les étapes de la production ont tenté d'améliorer le naturel de ces personnages. Ainsi, les artistes du département encre et peinture (majoritairement des femmes) ont suggéré d'ajouter une teinte de rouge sur les pommettes de Blanche-Neige, délicatement déposée par frottement sur les cellulos ainsi qu'un coup de pinceau sec (pour enlever la peinture) sur les bords de la chevelure, qui adoucirait le contraste avec la couleur crème choisie pour la peau.
La gestuelle de Blanche-Neige durant sa danse avec les nains est calquée sur les prises de vues réelles de Marge Celeste Belcher, fille d'Ernest Belcher, un professeur de danse de Los Angeles. Cette jeune danseuse engagée comme modèle épousa en 1937 Art Babbitt un animateur du studio qui travailla sur le personnage de la reine. Elle connaîtra la gloire sous le nom de Marge Champion, après son second mariage avec le danseur/chorégraphe Gower Champion en 1947.

### Idées non retenues
Parmi les nombreuses idées associées au développement des personnages, beaucoup ont été longuement travaillées mais pas nécessairement conservées dans le film final comme l'apparition de la mère de Blanche-Neige dont la présence est visible en bande dessinée (cf. section dédiée). Le prince devait également avoir un rôle plus important mais la difficulté qu'éprouvent les animateurs pour lui donner vie ont raison de son importance. Il ne faut pas oublier qu'il y a une histoire d'amour dans la trame scénaristique, une « histoire d'amour à l'ancienne pleine de musique, magnifique mais au tempo lent » comme l'écrivent Thomas et Johnston.
Un scénario abandonné ajoute les éléments suivants : 
Blanche-Neige et le Prince s'embrassent brièvement dans la scène du puits, après que ce dernier a escaladé le mur d'enceinte. Blanche-Neige se réfugie dans le château. Le Prince lui fait une sérénade à la mandoline mais trébuche dans la fontaine. Tous cela sous le regard de la Reine qui, folle de jalousie, fait arrêter et enfermer le Prince dans le donjon. Elle essaye de le forcer à l'épouser, manipule des squelettes, nommant l'un d'eux Prince Oswald (un « hommage » à Oswald le lapin chanceux) et part ensuite en riant aux éclats. Elle revient plus tard en sorcière et tente de le noyer avant de partir rejoindre Blanche-Neige. Les oiseaux le libèrent de sa cellule, il se bat contre les gardes avec, entre autres, une scène où il s'accroche au chandelier et part sur son destrier sauver Blanche-Neige.

### Caractéristiques
Finalement, pour Robin Allan, Blanche-Neige et les nains contrastent : « L'attrait complexe que [Blanche-Neige] exerce sur nous ne repose pas seulement sur le rendu original et parfois gracieux de ses mouvements, ni sur le son flûté de sa voix enfantine, ni sur son rôle ambigu de sœur, camarade de jeux, enfant, mère ou petite amie mais également sur une fascination qui remonte aux XIXe siècle et aux images d'héroïnes de contes de fées et des romans européens. Les sept nains sont enfants vis-à-vis d'elle, en tant qu'image maternelle, adultes face à elle, enfant. Comme les animaux, ils sont proches de la terre - ils sont mineurs - et ils ont des caractéristiques animales. »
Malgré toute cette attention, des erreurs et des incohérences sont apparues. David Koenig indique que le personnage de « Blanche-Neige est aussi inoxydable que son nom » car malgré sa fuite dans les bois, sa chute par terre, celle dans l'eau, les frottements d'habits contre les arbres, le tout en chaussures à talons, elle arrive au chalet des nains les vêtements immaculés et secs.

## Interprètes
- Voix originale : Adriana Caselotti
- Voix allemande : Paula Wessely et Herta Mayen (chant) (1938), Uschi Wolff et Susanne Tremper (chant) (1966), Manja Doering et Alexandra Wilcke (chant) (1994)
- Voix brésilienne : Dalva de Oliveira, Maria Clara Tati Jacome (chant) (1938), Maria Alice Barreto, Cybele Freire (chant) (1965)
- Voix hispano-américaines : Thelma Hubbard et Diana Castillo (chant) (1938), Amparo Garrido et Lupita Pérez Arias (chant) (1964), Maggie Vera, Diana Santos (chant) et Vikina Michel (chant) (2001)
- Voix espagnoles d'Espagne : Mar Bordallo et Yolanda de las Heras (chant) (2001)
- Voix finnoise : Riikka Väyrynen, Kukka-Maaria Ahonen (chant)
- Voix française : Christiane Tourneur (dialogue) et Béatrice Hagen (chant) (1938), puis Lucie Dolène (voix et chant) (1962), puis Valérie Siclay (dialogue) et Rachel Pignot (chant) (2001). En 1938, Lucienne Dugard enregistra la première adaptation phonographique des chansons sur disque 78 tours, et Élyane Célis la première version racontée aux enfants (chansons + dialogues).
- Voix hongroise : Hédi Váradi (1962), Erzsébet Házy (2001)
- Voix italienne : Rosetta Calavetta, Lina Pagliughi (chant) (1938), Melina Martello, Gianna Spagnulo (chant) (1972)
- Voix japonaise : Shima Tomizawa, Kurumi Kobato (chant)
- Voix néerlandaise : Cecilia Bach (1938), Bernadette Kraakman (1984-1990)
- Voix polonaise : Maria Modzelewska (1938), Edyta Krzemień (2009)
- Voix portugaise : Sandra de Castro
- Voix suédoise : Tatjana Angelini (1938), Anna-Lotta Larsson (1982)

## Chansons interprétées par Blanche-Neige
- Je souhaite (I'm Wishing) dans Blanche-Neige et les Sept Nains
- Un sourire en chantant (With a Smile and a Song) dans Blanche-Neige et les Sept Nains
- Sifflez en travaillant (Whistle While You Work) dans Blanche-Neige et les Sept Nains
- Un jour mon prince viendra (Some Day My Prince Will Come) dans Blanche-Neige et les Sept Nains. La chanson est interprétée dans la dernière version française du film par Rachel Pignot[19]. La chanson a contribué au succès du film et a atteint le statut de chanson culte symbole de l'espoir et du rêve[20].

## Adaptation et réutilisation
Depuis 2011, Blanche-Neige est l'un des personnages principaux de la série télévisée Once Upon a Time, une production ABC Studios filiale télévisée de Disney, où elle est interprétée par Ginnifer Goodwin. Dans la série, elle se prénomme aussi Mary Margaret Blanchard dans le monde réel.
Blanche-Neige fait aussi une apparition dans le téléfilm Descendants, sorti en 2015, où elle est interprétée par Stephanie Bennett. Le film est censé prendre place après les événements de Blanche-Neige et les Sept Nains et met en scène les enfants de plusieurs héros et méchants de l'univers Disney. Dans le téléfilm, Blanche-Neige est devenue présentatrice pour la chaîne de télévision du royaume.
Dans le remake en prises de vues réelles, Blanche-Neige de Marc Webb, elle est interprétée par Rachel Zegler.